# Supercoppa spagnola 2015 (pallavolo maschile)
La Supercoppa spagnola 2015 si è svolta il 26 settembre 2015: al torneo hanno partecipato due squadre di club spagnole e la vittoria finale è andata per la sesta volta all'Almería.

## Regolamento
Le squadre hanno disputato una gara unica.

## Squadre partecipanti
| Squadra | Qualificazione                  | Ultima partecipazione    |
| ------- | ------------------------------- | ------------------------ |
| Almería | Vincitrice SVM 2014-15          | Supercoppa spagnola 2014 |
| Teruel  | Vincitrice Coppa del Re 2014-15 | Supercoppa spagnola 2014 |

## Torneo
| 26 settembre 2015 Pabellón Deportivo, El Ejido Durata: 2h:10 - Spettatori: 1 400 | Almería | 3 - 2 | Teruel | 24-26, 23-25, 25-19, 25-19, 15-10 |